# Звільніть Віллі 2
«Звільні́ть Ві́ллі 2: Нова́ приго́да» (англ. Free Willy) — Сімейний фільм режисера Двайта Літтла 1995 року. Другий фільм із трилогії про косатку на прізвисько Віллі та його друга хлопчика Джесі.

## Сюжет
Дія розгортається два роки по тому, як Віллі був випущений на волю. Джессі зі своєю родиною вирушають на відпочинок до кемпінгового табору на березі Атлантичного океану. Там він цілком випадково дізнається від старого знайомого, поліцейського Двайта, що його рідна мати протягом восьми років жила з іншою родиною в Нью-Йорку й померла, залишивши зведеного брата Елвіса, який має от-от приїхати й приєднатися до їхньої родини. Засмучений, глупої ночі, Джессі йде до берега моря, за звичкою грає на губній гармошці, й раптово з'являється Віллі, почувши старий улюблений звук. Так відбулася зустріч двох старих друзів.
Проте тривала недовго: через кілька днів у цьому районі сів на мілину нафтовий танкер, при цьому утворилася теча, й океаном стала стрімко поширюватися нафтова пляма, перетворюючи ситуацію в екологічну катастрофу. Серйозно постраждав Віллі з сестрою Луною. Джессі з індіанцем на ім'я Рендольф докладаю всіх зусиль, щоби врятувати китів не тільки від нафтової небезпеки, а й від судновласників, котрі, скориставшись ситуацією, планували відловити косаток і продати за страховою ціною.

## Нагороди
1996
- Kids' Choice Awards, США (кит Кейко як Favorite Animal Star)

## Виноски
1. ↑  Free Willy 2: The Adventure Home. Box Office Mojo. Архів оригіналу за 11 листопада 2011. Процитовано 22 листопада 2011.